# Fred Hampton
Fred Hampton (* 30. August 1948 in Chicago; † 4. Dezember 1969 ebenda) war ein US-amerikanischer Bürgerrechtler und Aktivist der Black Panther Party. Er wurde von einem Polizei-Einsatzkommando in seiner Wohnung in der Nacht des 4. Dezembers 1969 im Schlaf erschossen.

## Leben

### Frühe Jahre
Hampton wurde am 30. August 1948 im heutigen Summit, Illinois geboren und zog mit seinen Eltern im Alter von 10 Jahren in einen anderen Vorort von Chicago, Maywood. Seine Eltern waren aus Louisiana als Teil der großen Migration von Afroamerikanern im frühen 20. Jahrhundert aus dem Süden gekommen. Sie arbeiteten beide bei der Argo Starch Company, einem Maisstärkeverarbeiter. Als Jugendlicher war Hampton sowohl in der Schule als auch sportlich begabt und träumte davon, für die New York Yankees im Mittelfeld spielen zu dürfen. Hampton konnte Ungerechtigkeit nirgendwo akzeptieren. Mit 10 Jahren begann er, Wochenendfrühstücke für andere Kinder aus der Nachbarschaft zu veranstalten und kochte die Mahlzeiten selbst, was als Vorläufer des kostenlosen Frühstücksprogramms der Panthers beschrieben werden könnte. In der High School führte er Demonstrationen an, protestierte gegen den Ausschluss schwarzer Schüler aus dem Wettbewerb um die Heimkehrkönigin und forderte die Beamten auf, mehr schwarze Lehrer und Rektoren einzustellen. Hampton schloss 1966 sein Studium an der Proviso East High School mit Ehrungen und Uni-Briefen und einem Junior Achievement Award ab. Er schrieb sich am Triton Junior College im nahe gelegenen River Grove, Illinois, ein, wo er Rechtswissenschaften studierte. Er plante, sich mit dem Rechtssystem vertraut zu machen, um es als Verteidigung gegen die Polizei zu nutzen. Als er und seine anderen Black Panthers später der Polizei in seinem Gemeinschaftsaufsichtsprogramm folgten und auf Polizeibrutalität achteten, nutzten sie sein Wissen über das Gesetz als Verteidigung.
1966 wurde Fred Hampton 18 Jahre alt. Zu dieser Zeit begann er, sich mit den sozialistischen Kämpfen der Dritten Welt zu identifizieren und über die kommunistischen Revolutionäre Che Guevara, Ho Chi Minh und Mao Zedong zu lesen. Kurz darauf drängte Hampton nicht nur auf den Frieden im Vietnamkrieg, sondern auch auf den Sieg Nordvietnams.
Hampton wurde in der National Association for the Advancement of Colored People (NAACP) aktiv und übernahm die Führung des Jugendrates seiner West Suburban Branche. In seiner Eigenschaft als NAACP-Jugendorganisator zeigte er natürliche Führungsqualitäten: Aus einer Gemeinschaft von 27.000 Personen konnte er eine Jugendgruppe mit 500 Mitgliedern aufbringen. Er arbeitete daran, mehr und bessere Freizeiteinrichtungen in den Nachbarschaften einzurichten und die Bildungsressourcen für Maywoods verarmte schwarze Gemeinde zu verbessern.

### Aktivität in Chicago

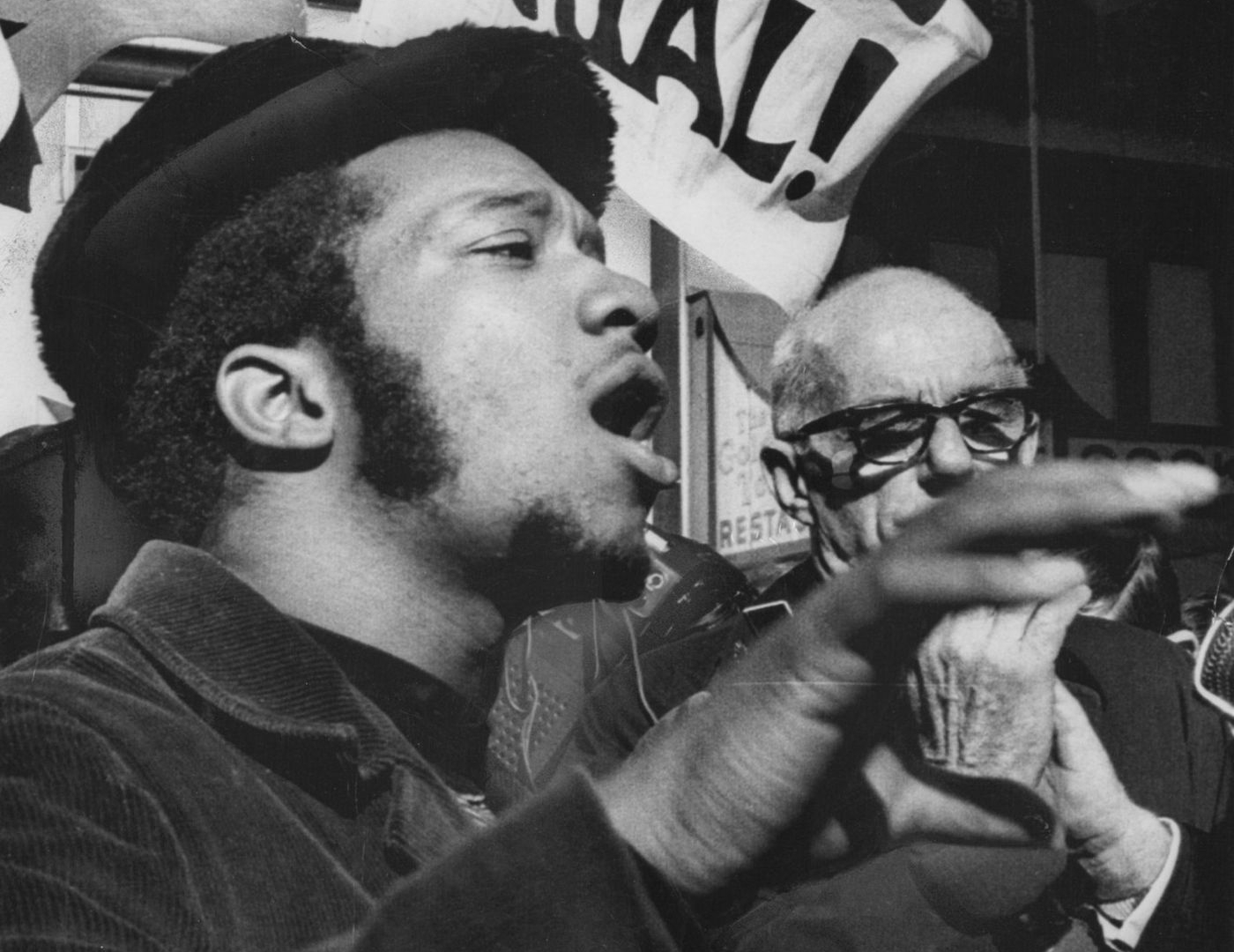
Hampton und Benjamin Spock (rechts) bei einer Protestkundgebung vor dem Everett McKinley Dirksen U.S. Courthouse in Chicago, Oktober 1969

Zur gleichen Zeit, als Hampton erfolgreich junge Afroamerikaner für die NAACP organisierte, erlangte die Black Panther Party (BPP) nationale Bekanntheit. Hampton fühlte sich schnell von dem Ansatz der Black Panthers angezogen, der auf einem Zehn-Punkte-Programm basierte, das schwarze Selbstbestimmung mit Klassen- und Wirtschaftskritik des Maoismus integrierte. Er trat der Partei bei und zog in die Innenstadt von Chicago. Im November 1968 trat er dem entstehenden Illinois-Bezirk der Partei bei, das Ende 1967 von Bob Brown, einem Organisator des Student Nonviolent Coordinating Committee (SNCC), gegründet wurde.
1968 wurde Hampton beschuldigt, einen Eiswagenfahrer angegriffen, Eisriegel im Wert von 71 Dollar gestohlen und sie Kindern auf der Straße gegeben zu haben. Er wurde im Mai 1969 verurteilt und verbüßte eine Haftstrafe. In einer Memoir stellte Frank B. Wilderson III diesen Vorfall in den Kontext der COINTELPRO-Bemühungen, die Black Panthers von Chicago durch die „Nivellierung der erfundenen Anklagen“ zu stören.
1969 führte Hampton, jetzt stellvertretender Vorsitzender des BPP Illinois-Bezirks, ein Treffen ab, bei dem vordergründig Sexismus verurteilt wurde. Nach 1969 betrachtete die Partei den Sexismus als konterrevolutionär. Im Jahr 1970 waren etwa 40–70 % der Parteimitglieder Frauen.
Im Laufe des nächsten Jahres erzielten Hampton und seine Freunde und Mitarbeiter viele Erfolge in Chicago. Das vielleicht wichtigste war ein Nichtangriffspakt unter Chicagos mächtigsten Straßenbanden. Hampton betonte, dass rassische und ethnische Konflikte zwischen Banden nur ihre Mitglieder in Armut festhalten würden, und bemühte sich, eine antirassistische, klassenbewusste Allianz zwischen der BPP, der Young Patriots Organization und den Young Lords unter der Führung von Jose Cha Cha Jimenez zu schmieden, was zur Rainbow Coalition führte.
Hampton traf die Young Lords im Chicagoer Stadtteil Lincoln Park am Tag, nachdem sie in den Nachrichten waren, weil sie einen Workshop der Polizeigemeinschaft in der Polizeistation des 18. Bezirks Chicago besucht hatten. Er wurde zweimal mit Jimenez im Wicker Park Welfare Office verhaftet und beide wurden bei einem friedlichen Streikposten des Büros wegen „Mob-Aktionen“ angeklagt. Später schlossen sich die Rainbow Coalition landesweit den Students for a Democratic Society (SDS), den Brown Berets, AIM und der Red Guard Party an. Im Mai 1969 berief Hampton eine Pressekonferenz ein, um bekannt zu geben, dass sich die Koalition gebildet hatte. Was die Koalitionsgruppen tun würden, basierte auf gemeinsamen Maßnahmen. Einige ihrer gemeinsamen Probleme waren Armut, Antirassismus, Korruption, Polizeibrutalität und minderwertiger Wohnraum. Wenn es einen Protest oder eine Demonstration gab, würden die Gruppen an der Veranstaltung teilnehmen und sich gegenseitig unterstützen.
Jeffrey Haas, Hamptons Anwalt, hat einen Teil von Hamptons Politik und seinen Erfolg bei der Vereinigung von Bewegungen gelobt. Haas kritisierte jedoch die Art und Weise, wie Hampton und die BPP in einer pyramidalen/vertikalen Struktur organisiert sind und kontrastierte dies mit der horizontalen Struktur von Black Lives Matter: „Sie haben vielleicht auch die Verwundbarkeit einer hierarchischen Bewegung aufgegriffen, in der man einen Führer hat, was die Bewegung sehr verletzlich macht, wenn dieser Führer inhaftiert, getötet oder anderweitig kompromittiert wird. Ich denke, die Tatsache, dass Black Lives Matter sagt:“Wir sind führerisch, nicht führungslos„, macht sie vielleicht weniger anfällig für diese Art von Regierungsangriff.“
Hampton stieg schnell in den Black Panthers auf, basierend auf seinen Organisationsfähigkeiten, oratorischen Gaben und seinem Charisma. Nachdem er Leiter des Chicagoer Bezirks wurde, organisierte er wöchentliche Kundgebungen, nahm an Streiks teil, arbeitete eng mit der örtlichen Volksklinik des BPP zusammen, unterrichtete jeden Morgen um 6 Uhr morgens politische Bildungskurse und startete ein Projekt zur Gemeinschaftsaufsicht der Polizei. Hampton war auch maßgeblich am kostenlosen Frühstücksprogramm des BPP beteiligt. Als Bob Brown die Partei mit Kwame Ture verließ, übernahm Hampton in der vom FBI gezüchteten SNCC/Panther-Spaltung den Vorsitz der BPP des Bundesstaates Illinois. Dies machte ihn automatisch zu einem nationalen stellvertretenden BPP-Vorsitzenden. Als COINTELPRO des FBI begann, die landesweite Panther-Führung zu dezimieren, nahm Hamptons Prominenz in der nationalen Hierarchie schnell und dramatisch zu. Schließlich stand er in der Schlange, um zum Stabschef des Zentralkomitees der Partei ernannt zu werden. Er hätte diese Position erreicht, wenn er nicht am 4. Dezember 1969 getötet worden wäre.

### Ermittlungen des FBI
Das FBI glaubte, dass Hamptons Führung und Talent für Kommunikation ihn zu einer großen Bedrohung unter den Black Panther-Führern machten. Es begann, seine Aktivitäten genau im Auge zu behalten. Untersuchungen haben gezeigt, dass FBI-Direktor J. Edgar Hoover entschlossen war, die Bildung einer zusammenhängenden schwarzen Bewegung in den Vereinigten Staaten zu verhindern. Hoover glaubte, dass die Panthers, Young Patriots, Young Lords und ähnliche radikale Koalitionen, die Hampton in Chicago geschmiedet hatte, ein Sprungbrett zum Aufstieg einer Revolution waren, die einen radikalen Wandel in der US-Regierung bewirken könnte.
Das FBI eröffnete 1967 eine Akte über Hampton. Es platzierte Hampton im Mai auf dem „Agitator Index“ des Büros als „wichtigen militanten Führer“. Ende 1968 rekrutierte das Racial Matters-Team des FBI-Außenbüros in Chicago William O'Neal, um mit ihm zusammenzuarbeiten; er war kürzlich zweimal wegen zwischenstaatlichem Autodiebstahls und der Nachahmung eines Bundesbeamten verhaftet worden. Im Austausch dafür, dass seine Anklage wegen Verbrechen fallen gelassen wurde und er ein monatliches Stipendium erhielt, stimmte O'Neal zu, die BPP als Spionageabwehragent zu infiltrieren.
O'Neal trat der Partei bei und stieg schnell in der Organisation auf und wurde Direktor von Chapter Security und Hamptons Leibwächter. 1969 schrieb der FBI Special Agent in Charge (SAC) in San Francisco Hoover, dass die Untersuchung des Agenten ergeben habe, dass die Panthers zumindest in seiner Stadt in erster Linie Kindern Frühstück geben. Hoover antwortete mit einem Memo, das darauf hindeutete, dass die Karriereaussichten des Agenten von seiner Bereitstellung von Beweisen abhingen, um Hoovers Ansicht zu unterstützen, dass die BPP „eine gewaltanfällige Organisation war, die versuchte, die Regierung mit revolutionären Mitteln zu stürzen“.
Mit anonymen Briefen löste das FBI Misstrauen aus und löste schließlich eine Spaltung zwischen den Panthers und den Blackstone Rangers aus. O'Neal initiierte am 2. April 1969 einen bewaffneten Zusammenstoß zwischen ihnen. Die Panthers wurden effektiv von ihrer Machtbasis im Chicagoer Ghetto isoliert, so dass das FBI daran arbeitete, seine Beziehungen zu anderen radikalen Organisationen zu untergraben. O'Neal wurde angewiesen, „eine Kluft“ zwischen der Partei und Students for a Democratic Society zu schaffen, deren Hauptsitz in Chicago in der Nähe des Hauptsitzes der Panthers lag.
Das FBI veröffentlichte eine Reihe rassistischer Karikaturen im Namen der Panthers, die darauf abzielten, weiße Aktivisten zu entfremden. Es startete auch ein Desinformationsprogramm, um die Bildung der Rainbow Coalition zu verhindern, aber die BPP schloss eine Allianz mit den Young Patriots und Young Lords. In wiederholten Richtlinien forderte Hoover das COINTELPRO-Personal auf, die Rainbow-Koalition zu untersuchen, „zu zerstören, wofür die [BPP] steht“ und „seine Programme zum“Serve the People„auszurotten“.
Dokumente, die von Ermittlern des Senats in den frühen 1970er Jahren erhalten wurden, zeigten, dass das FBI die Gewalt zwischen den Panthers und anderen radikalen Gruppen aktiv förderte; dies provozierte mehrere Morde in Städten im ganzen Land. Am 16. Juli 1969 führte eine bewaffnete Konfrontation zwischen Parteimitgliedern und dem Chicago Police Department dazu, dass ein BPP-Mitglied tödlich verwundet und sechs weitere wegen schwerer Anklagen verhaftet wurden.
Anfang Oktober mieteten Hampton und seine Freundin Deborah Johnson (heute bekannt als Akua Njeri), die mit ihrem Kind (Fred Hampton Jr.) schwanger war, eine Viereinhalb-Zimmer-Wohnung in der 2337 West Monroe Street, um näher am BPP-Hauptquartier zu sein. O'Neal berichtete seinen Vorgesetzten, dass ein Großteil des „provokativen“ Waffenvorrats der Panthers dort gelagert wurde. Er zeichnete ihnen eine Karte der Wohnung. Anfang November reiste Hampton nach Kalifornien, um mit der UCLA Law Students Association zu sprechen. Er traf sich mit der verbleibenden nationalen BPP-Hierarchie, die ihn in das Zentralkomitee der Partei ernannte. Er sollte bald die Position des Stabschefs und des Hauptsprechers übernehmen.

## Erschießung
Hamptons Erschießung war wohl Teil des staatlichen Aufstandsbekämpfungsprogrammes COINTELPRO der US-Bundespolizei FBI, dessen Ziel die Störung unerwünschter politischer Gruppen war. Die örtliche Polizei erhielt Unterstützung vom FBI, welches den Informanten William O’Neal in die unmittelbare Nähe von Hampton einschleuste. Dieser mischte Hampton Barbiturate in dessen Getränk, um sicherzustellen, dass Fred Hampton während des geplanten Überfalls nicht bei Bewusstsein sein würde.
Der Einsatzleitung war sogar bekannt, wie Hamptons Bett ausgerichtet war und in welche Wand sie schießen musste, um ihn schnell außer Gefecht zu setzen. Später wurde behauptet, dass die Polizei in Notwehr gehandelt hätte, was allerdings durch die Einschusslöcher in den Wänden, die alle von außen nach innen gingen, äußerst unglaubwürdig erschien. Ein Nachbar und Zeuge gab später an, dass die Polizisten sich über Hamptons Zustand unterhielten. Dieser soll laut dieser Aussage noch nicht tot gewesen sein und die Polizisten erlaubten sich Späße, bis einer von ihnen in die Räumlichkeiten ging und zwei weitere Schüsse zu hören waren. Er trat aus der Wohnung und gab den Kollegen die Information, dass Hampton jetzt ganz sicher tot sei.

## Juristische Aufarbeitung
Die überlebenden Black-Panther-Mitglieder wurden unter dem Vorwurf festgenommen, die Polizei angegriffen zu haben. Zu den Festgenommenen gehörte auch Deborah Johnson, Hamptons Freundin, die im achten Monat schwanger war.
Ein Untersuchungsbeamter (Coroner), Andrew Toman, organisierte in der Folge der Tötungen eine sechsköpfige Jury für eine Untersuchung der Todesumstände. Nach längeren öffentlichen Debatten zur Zusammensetzung der Kommission von Experten begannen diese am 6. Januar 1970 ihre Arbeit und beschlossen nach einer zweiten Tagung am 21. Januar die Rechtmäßigkeit der Tötungen auf der Basis von Aussagen der Polizei und forensischer Experten. Hinterbliebene, ihre Anwälte oder politische Genossen beteiligten sich nicht an diesem Verfahren, das sie in öffentlichen Stellungnahmen als ein „Theater“ bezeichneten.
Obwohl in der Wohnung Waffen beschlagnahmt wurden, wurden sie nie richtig identifiziert. Später stellte sich heraus, dass von den fast 100 Schüssen, die während der Razzia abgefeuert wurden, alle bis auf vielleicht einer von der Polizei abgefeuert worden waren. Der einzige Schuss, den die anwesenden BPP-Mitglieder abfeuerten, löste sich aus dem Schrotgewehr von Hamptons Leibwächter Mark Clark – allerdings auch nur aus Reflex, als dieser erschossen wurde.
Ein juristisches Verfahren mit 28 Geschädigten und der Entschädigungsforderung von 47,7 Mio. US $ wurde 1970 am United States District Court for the Northern District of Illinois eingebracht. Nach 18 Monaten Verhandlung wurde es in Bezug auf 21 Geschädigte von Richter Joseph Sam Perry ohne Jurybeteiligung eingestellt. Über die verbleibenden Geschädigten erlangte die Jury keine Einigung.
Ein Verfahren von 1979 befand, dass die Regierung relevante Beweisdokumente in dem Verfahren zurückhielt. Das Verfahren wurde dann im Berufungsgericht neu verhandelt. Das oberste Gericht hörte ebenfalls eine Berufung und votierte jedoch mit 5:3 Stimmen, den Fall am Regionalgericht erneut verhandeln zu lassen.
1982 wurde einer Gruppe von neun Hinterbliebenen, darunter die Mütter von Clark und Hampton, eine Entschädigungssumme von 1,85 Mio. US $ zugesprochen, was damals als eine historische Höchstsumme galt. Sie wurde von der Stadt Chicago, der Cook County und der Regierung der Vereinigten Staaten zu gleichen Anteilen aufgebracht. Es wurde keiner der an der Razzia beteiligten Polizisten, Agenten oder Beamten jemals für ein Verbrechen verurteilt.
Die Ereignisse führten in den folgenden Jahren zu einer Serie von Bombenanschlägen durch linksextreme Gruppen wie die Weathermen auf staatliche, vor allem militärische und polizeiliche Einrichtungen, bei denen allerdings nie Personen getötet wurden.

## Filme
- Howard Alk: The Murder of Fred Hampton, 1971, 88 min Dokumentation
- Judas and the Black Messiah, US-amerikanischer Spielfilm aus dem Jahr 2021, in dem Hampton von Daniel Kaluuya dargestellt wird.